# Eduandrea selloana
Eduandrea selloana là một loài thực vật có hoa trong họ Bromeliaceae. Loài này được (Baker) Leme, W.Till, G.K.Br., J.R.Grant & Govaerts mô tả khoa học đầu tiên năm 2008.